# 林正儀
林正儀曾任國立故宮博物院院長。

## 學歷
- 雲林縣私立正心高級中學
- 私立中國文化大學
- 國立臺灣師範大學美術研究所博士班
- 國立臺北藝術大學文化資源學院傳統藝術研究所碩士

## 經歷
- 行政院文化建設委員會第三處音樂科、視覺藝術科科長
- 國立臺灣歷史博物館籌備處主任
- 行政院文化建設委員會主任秘書
- 國立台灣美術館館長
- 國立台灣工藝研究所所長
- 國立台灣工藝研究發展中心主任
- 國立台灣交響樂團團長
- 國立台中教育大學兼任助理教授
- 朝陽科技大學設計學院兼任助理教授
- 奇美博物館營運總監
- 2018年臺中世界花卉博覽會藝術總監
- 國際雅凱藝術事業有限公司總經理
- 奇美博物館基金會董事兼顧問
- 國立故宮博物院院長

## 外部連結
| 中華民國政府職務 | 中華民國政府職務                               | 中華民國政府職務 |
| ---------------- | ---------------------------------------------- | ---------------- |
| 行政院           |                                                |                  |
| 前任： 馮明珠    | 國立故宮博物院院長 2016年5月20日-2018年7月15日 | 繼任： 陳其南    |